# 다비데 바리티
다비데 바리티(이탈리아어: Davide Bariti, 1991년 7월 7일 ~ )는 이탈리아의 축구 선수다. 현재 이탈리아 세리에 C의 US 페르골레테세 1932에서 뛰고 있다.